# アレクセイ・ゴルラッチ
アレクセイ・ゴルラッチ（ウクライナ語: Олексій Горлач;英語: Alexej Gorlatch, 1988年5月23日 - ）はウクライナ・キーウ生まれのピアニスト。

## 略歴
3歳よりドイツに住む。パッサウで音楽をはじめ、7歳からE. G.ゲオルギュー、12歳からベルリン芸術大学にてM. ヒュッヘ、現在はハノーファー音楽大学にてK.＝H.ケマーリングに師事する。
これまでにソリストとして、バイエルン放送交響楽団、ウクライナ国立交響楽団、ドイツ室内管弦楽団、ミュンヘン・ユース・オーケストラなど多くのオーケストラと共演している。また日本でも東京交響楽団、名古屋フィルハーモニー交響楽団、NHK交響楽団、読売日本交響楽団と共演している。

## コンクール受賞歴
- スタインウェイコンクール(2002年ベルリン、2003年ハンブルク)優勝。
- グロトリアン=シュタインヴェークコンクール(2003年プランシュヴァイヒ)優勝。
- ヴァン・ブレーメンコンクール(2004年ドルトムント)優勝。
- ロベルト・シューマン青少年コンクール(2002年ツヴィッカウ)第1位、最優秀参加者としてユーディ・メニューイン賞。
- エトリンゲン青少年国際ピアノコンクール(2002年、2004年)入賞。
- ヴラディーミル・ホロヴィッツ国際コンクール(2003年キエフ)第4位。
- ウィーン・フォーラム(2005年)入賞。
- 第11回浜松国際ピアノアカデミー(2005年)第2位。
- 第15回フレデリック・ショパン国際ピアノコンクール(2005年)ディプロマ受賞（セミファイナリスト）。
- アウグスト・エファーディングコンクール(2006年ミュンヘン)第1位。
- リヒャルト・ラウクス・ベートーヴェンコンクール(2006年マンハイム)第1位、ベートーヴェン後期ソナタ作品最優秀演奏賞。
- 第6回浜松国際ピアノコンクール(2006年)優勝、日本人作品最優秀演奏賞。
- AXAダブリン国際ピアノコンクール（2009年）優勝。
- リーズ国際ピアノ・コンクール（2009年）第2位。
- ミュンヘン国際音楽コンクール（2011年）優勝。